# Yair Kraidman

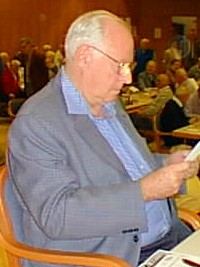
Yair Kraidman (1998)

Yair Kraidman (Hebreeuws: יאיר קריידמן) (Haifa, 1 november 1932) is een Israëlische schaker. Hij is sinds 1976 een grootmeester (GM).    

## Schaakcarrière
In 1959 werd hij 2e bij het kampioenschap van Israël. 
Zijn verdere resultaten in toernooien waren: 4e in Netanja in 1961, 2e in Tel Aviv in 1966 (Svetozar Gligorić won), gedeeld 7e-10e in Netanya in 1968 (Bobby Fischer won), 8e in Netanya in 1969 (Samuel Reshevsky won), 6e in Netanya in 1971, 13e in Manila in 1974, 2e in Netanya in 1975, 1e in Beër Sjeva in 1976, 13e bij het Hastings-toernooi in 1976/77 (Oleg Romanishin won), 3e in Ramat Hasjaron in 1979.
In 2001 werd hij 7e bij het eerste Europees Schaakkampioenschap voor Senioren in Saint-Vincent, dat werd gewonnen door Jacob Murey. 
In 1965 werd hij Internationaal Meester (IM), in 1976 werd hij grootmeester, waarmee hij de eerste in Israël geboren Israëlische grootmeester werd.  

## Schaakteams
Hij speelde voor Israël in tien Schaakolympiades: 
- 1958, 13e Schaakolympiade in München, 2e reservebord; +1 –3 =5
- 1960, 14e Schaakolympiade in Leipzig, 1e reservebord; +4 –2 =5
- 1962, 15e Schaakolympiade in Varna (Bulgarije), bord 4; +5 –4 =1
- 1964, 16e Schaakolympiade in Tel Aviv, bord 2; +7 –3 =6
- 1966, 17e Schaakolympiade in Havana, bord 2; +6 –3 =6
- 1968, 18e Schaakolympiade in Lugano, bord 3; +9 –1 =4
- 1970, 19e Schaakolympiade in Siegen, bord 2;  +6 –0 =10
- 1972, 20e Schaakolympiade in Skopje, bord 2; +7 –2 =9
- 1974, 21e Schaakolympiade in Nice, bord 2;  +5 –5 =4
- 1976, 22e Schaakolympiade in Haifa, bord 2; +2 –2 =5

In 1968 in Lugano won hij een individuele zilveren medaille voor zijn resultaten aan het derde bord.
In 2004 speelde hij voor Israël, aan bord 3, in het eerste Wereldkampioenschap Schaken voor Senioren Landenteams op het eiland Man. Het Israëlische team won.